# Zapasy na Letnich Igrzyskach Olimpijskich 1972 – kategoria do 90 kg w stylu klasycznym
Zmagania mężczyzn do 90 kg to jedna z dziesięciu męskich konkurencji w zapasach w stylu klasycznym rozgrywanych podczas Letnich Igrzysk Olimpijskich 1972. Pojedynki w tej kategorii wagowej odbyły się w dniach 5 – 10 września.

## Zasady[1]
Punktacja opierała się na systemie „złych punktów karnych”. Zwycięzca otrzymywał zero punktów za wygraną przez „tusz” (łopatki) lub dyskwalifikację; pół punktu za przewagę techniczną, a jeden za zwycięstwo na punkty. Dwa punkty przyznawano za remis, a dwa i pół za remis i pasywność. Za porażkę na punkty zawodnik otrzymywał trzy punkty. Przegrana przez przewagę techniczną skutkowała 3,5 punktami karnymi, a za łopatki lub dyskwalifikację przyznawano 4 punkty karne. Uzyskanie sześciu lub więcej punktów eliminowało zapaśnika z turnieju. Najlepsza trójka walczyła w rundzie finałowej.

## Klasyfikacja[2]
| Pozycja | Nazwisko               | Kraj              |
| ------- | ---------------------- | ----------------- |
| 1       | Walerij Riezancew      | ZSRR              |
| 2       | Josip Čorak            | Jugosławia        |
| 3       | Czesław Kwieciński     | Polska            |
| 4       | József Pércsi          | Węgry             |
| 5       | Håkon Øverby           | Norwegia          |
| 6       | Nicolae Neguț          | Rumunia           |
| 7       | Kimuchi Tani           | Japonia           |
| 8       | Wayne Baughman         | Stany Zjednoczone |
| 9       | Lothar Metz            | NRD               |
| 10      | Günter Kowalewski      | RFN               |
| 11      | Stojan Nikołow         | Bułgaria          |
| 12      | Jean-Marie Chardonnens | Szwajcaria        |
| 12      | Roland Andersson       | Szwecja           |

## Wyniki

### Pierwsza runda[3]
| Zwycięzca          | Punkty karne | Wynik     | Przegrany              | Punkty karne |
| ------------------ | ------------ | --------- | ---------------------- | ------------ |
| Wayne Baughman     | 1            | Na punkty | Roland Andersson       | 3            |
| Håkon Øverby       | 0            | Łopatki   | Günter Kowalewski      | 4            |
| Walerij Riezancew  | 2            | Remis     | Nicolae Neguț          | 2            |
| Kimuchi Tani       | 1            | Na punkty | Jean-Marie Chardonnens | 3            |
| Czesław Kwieciński | 2            | Remis     | Lothar Metz            | 2            |
| József Pércsi      | 1            | Na punkty | Stojan Nikołow         | 3            |
| Josip Čorak        | 0            | Bez walki |                        |              |

### Druga runda[4]
| Zwycięzca          | Punkty karne | Wynik     | Przegrany              | Punkty karne |
| ------------------ | ------------ | --------- | ---------------------- | ------------ |
| Håkon Øverby       | 0            | Łopatki   | Roland Andersson       | 7            |
| Günter Kowalewski  | 4            | Łopatki   | Wayne Baughman         | 5            |
| Nicolae Neguț      | 2            | Łopatki   | Kimuchi Tani           | 5            |
| Walerij Riezancew  | 2            | Łopatki   | Jean-Marie Chardonnens | 7            |
| Josip Čorak        | 1            | Na punkty | Lothar Metz            | 5            |
| Czesław Kwieciński | 3            | Na punkty | Stojan Nikołow         | 6            |
| József Pércsi      | 1            | Bez walki |                        |              |

### Trzecia runda[5]
| Zwycięzca         | Punkty karne | Wynik       | Przegrany          | Punkty karne |
| ----------------- | ------------ | ----------- | ------------------ | ------------ |
| József Pércsi     | 1,5          | Przewaga    | Wayne Baughman     | 8,5          |
| Nicolae Neguț     | 4            | Remis       | Håkon Øverby       | 2            |
| Walerij Riezancew | 2            | Wycofał się | Günter Kowalewski  |              |
| Kimuchi Tani      | 5            | Łopatki     | Lothar Metz        | 9            |
| Josip Čorak       | 3            | Remis       | Czesław Kwieciński | 5            |

### Czwarta runda[6]
| Zwycięzca          | Punkty karne | Wynik     | Przegrany     | Punkty karne |
| ------------------ | ------------ | --------- | ------------- | ------------ |
| József Pércsi      | 2,5          | Na punkty | Håkon Øverby  | 5            |
| Josip Čorak        | 3            | Łopatki   | Nicolae Neguț | 8            |
| Walerij Riezancew  | 2            | Łopatki   | Kimuchi Tani  | 9            |
| Czesław Kwieciński | 5            | Bez walki |               |              |

### Piąta runda[7]
| Zwycięzca          | Punkty karne | Wynik   | Przegrany     | Punkty karne |
| ------------------ | ------------ | ------- | ------------- | ------------ |
| Czesław Kwieciński | 5            | Łopatki | József Pércsi | 6,5          |
| Walerij Riezancew  | 2            | Łopatki | Håkon Øverby  | 9            |
| Josip Čorak        | 3            |         |               |              |

### Runda finałowa[8]
| Zwycięzca         | Punkty karne | Wynik     | Przegrany                                        | Punkty karne |
| ----------------- | ------------ | --------- | ------------------------------------------------ | ------------ |
| Josip Čorak       | 2            | Remis     | Czesław Kwieciński (zaliczony wynik z III rundy) | 2            |
| Walerij Riezancew | 1            | Na punkty | Josip Čorak                                      | 5            |
| Walerij Riezancew | 2            | Na punkty | Czesław Kwieciński                               | 5            |